# Ameno
Ameno – miejscowość i gmina we Włoszech, w regionie Piemont, w prowincji Novara. Położona ok. 100 km na północ od miasta Turyn.
Według danych na rok 2004 gminę zamieszkiwało 906 osób, 90,6 os./km².